# Juan Luis Marroquín Cabiedas
Juan Luis Marroquín Cabiedas (Madrid, 23 de junio de 1903-Gijón, 14 de agosto de 1987). Dirigente sordo español. Fundador, en 1936 en la ciudad de Madrid, y primer presidente, electo por unanimidad, en el mismo año de la Federación Nacional de Sociedades de Sordomudos de España (FNSSE), antecedente de la Confederación Nacional de Sordos de España (CNSE) y actual, Confederación Estatal de Personas Sordas (CNSE). 
En 1951, fue nombrado primer secretario regional representante de los países iberoamericanos y fue miembro del "bureau", siendo a su vez, cofundador de la Federación Mundial de Sordos (FMS).
Fundador de las revistas Gaceta del Sordomudo y Faro del Silencio. Autor del libro Diccionario Mímico (Madrid, 1.ª ed. multicop. 1957).

## Citas
"No he querido pasar por la vida como una sombra o como una nube, que no dejan ningún rastro de su paso. He querido que transcurra como un arado que, en el surco abierto, deja sembrar a otros la semilla de la solidaridad humana entre todos los sordos" 
Juan Luis Marroquín Cabiedas, Recuerdos de mi vida